# Culture de Hallstatt
Pour le village autrichien, voir Hallstatt.
Subdivisions
Hallstatt A, B, C et D
Objets typiques
Torque ; char celte ; casque de Negau ; poignard à antennes
La culture de Hallstatt, ou culture hallstattienne, ou encore Hallstattien, est une culture archéologique du centre-ouest de l'Europe qui s'est développée entre environ 1200 et 450 av. J.-C. Elle précède la période de La Tène ou second âge du fer. Elle prend son origine au nord des Alpes en Tchéquie, Bavière, et le nord de l'Autriche actuelles. Cette culture est généralement considérée par les historiens comme le berceau des peuples celtes.
La culture de Hallstatt tire son nom d'un site archéologique qui se trouve à Hallstatt, dans la région du Salzkammergut, en Autriche. Le terme Hallstatt donne l'adjectif hallstattien(ne) et est abrégé en Ha (ou Hall) dans le jargon des spécialistes.
Le nom de cette culture a été proposé par l'archéologue Hans Hildebrand en 1874.

## Historique

### Découverte et fouilles du site de Hallstatt

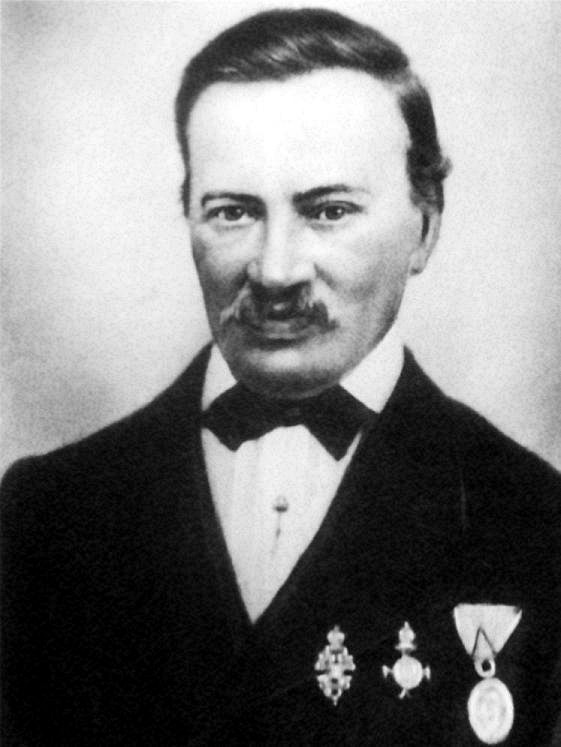
L'archéologue Johann Georg Ramsauer.

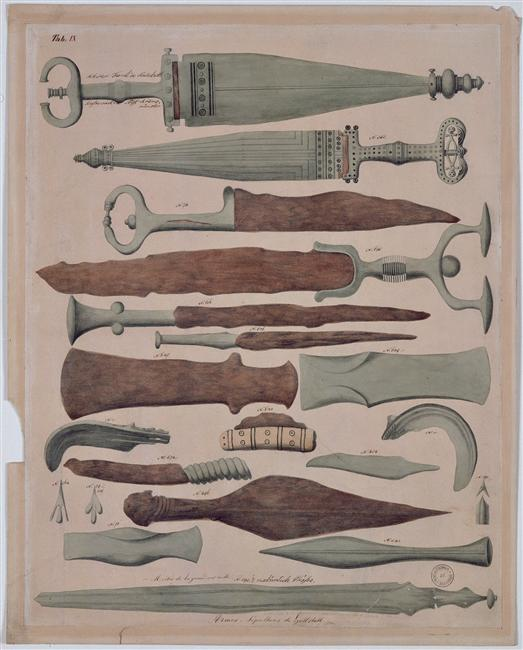
Pièces de mobilier funéraire retrouvées sur le site de Hallstatt lors de la campagne de fouilles de 1846-1863.

Les fouilles entreprises sur le site de Hallstatt (de) débutent vers le milieu du XIXe siècle. Les premières investigations archéologiques sont conduites entre 1846 et 1863 par Johann Georg Ramsauer, alors directeur de la mine nationale de Hallstatt,,, et par l'archéologue Eduard von Sacken, de l'Académie autrichienne des sciences,. Près d'un millier de sépultures (980 au total) datées des VIIe et VIe siècles av. J.-C. sont mises au jour durant cette campagne,. Les travaux d'exploration des structures funéraires permettent alors de collecter environ 19 000 artefacts.
Ultérieurement, une seconde campagne de fouilles sur le site de Hallstatt permet de mettre au jour d'autres tombes, portant ainsi le nombre des sépultures mises au jour à 1 100,,. Cette deuxième série de fouilles est entreprise dans la seconde moitié des années 1870 (en 1876 et 1877) par Ferdinand von Hochstetter,, sous l'égide du Musée d'histoire naturelle de Vienne, une troisième étant entreprise en 1887, sous la direction du préhistorien Josef Szombathy.
L'ensemble des travaux archéologiques menés sur le site permettent de révéler un cimetière protohistorique du Ier millénaire av. J.-C. — utilisé jusqu'au Ve siècle av. J.-C. — ainsi que de nombreux objets de l'âge du bronze et de l'âge du fer en parfait état de conservation grâce à la salinité du sol,.

### Introduction du «groupe de Hallstatt»
Dans la seconde moitié du XIXe siècle, en 1874, lors de la 7e session du Congrès d'archéologie et d'anthropologie préhistorique, à Stockholm, l'archéologue suédois Hans Hildebrand élabore une chronologie de la Protohistoire et subdivise l'âge du fer en deux périodes : il désigne la première sous les termes de « groupe de Hallstatt », en référence au site archéologique éponyme, période qu'il fait correspondre au 1er âge du fer, tandis qu'il nomme la seconde La Tène (le second âge du fer) termes renvoyant au site archéologique suisse,,,,.

### Chronologies et périodisations
En 1881, au congrès de Ratisbonne, l'archéologue et préhistorien allemand Otto Tischler propose une « construction de l'âge de fer préromain » pour la partie sud de l'Allemagne. Tischler, en se basant sur le matériel mis en évidence dans la nécropole de Hallstatt suggère une division du Hallstattien en deux phases : le Hallstatt ancien et le Hallstatt récent, l'ensemble s'étendant entre 1 000 et 400 ans av. J.-C.,. Tischler propose également de distinguer deux groupes culturels : le Hallstattien de l'ouest et le Hallstattien de l'est,,.
Postérieurement à la classification de Tischler, puis des travaux d'Oscar Montelius, de Salomon Reinach et d'Alexandre Bertrand, au début du XXe siècle, le savant allemand Paul Reinecke propose une nouvelle subdivision du Hallstatt en 4 périodes et propose de marquer la transition avec La Tène vers 500 au lieu de 400 av. J.-C.. Reinecke, qui a proposé la séquence chronologique Hallstatt A, Hallstatt B, Hallstatt C et Hallstatt D, l'a appliquée à l'Europe centrale. L'archéologue allemand considérait alors la culture des champs d'urnes comme un « précurseur », mais également comme « une phase précoce de la culture celtique de Hallstatt ».
Des travaux plus récents, en particulier ceux des archéologues Georg Kossack (de) et de Jean-Jacques Hatt, dans les années 1950 et 1960, ont amené à ne conserver que les phases C et D, lesquelles correspondent respectivement au Hallstatt ancien et au Hallstatt final,,,. Vers la fin des années 1980, l'archéologue Hermann Parzinger (en) propose une nouvelle périodisation du Hallstattien. Toutefois cette nouvelle partition, bien que claire et efficace, n'est pas retenue par la communauté scientifique.

## Subdivisions
La période de Hallstatt a été subdivisée en quatre phases :
|      | date av. J.-C. |
| ---- | -------------- |
| Ha A | 1200-1000      |
| Ha B | 1000-800       |
| Ha C | 800-650        |
| Ha D | 650-475        |

### Hallstatt A
Cette phase, également appelée « Hall A », s'étend d'environ 1 200 à 1 000 ans av. J.-C. Elle correspond à l'âge du bronze final — ou aux phases « Bronze V » et « VI » proposés par O. Montelius.

### Hallstatt B

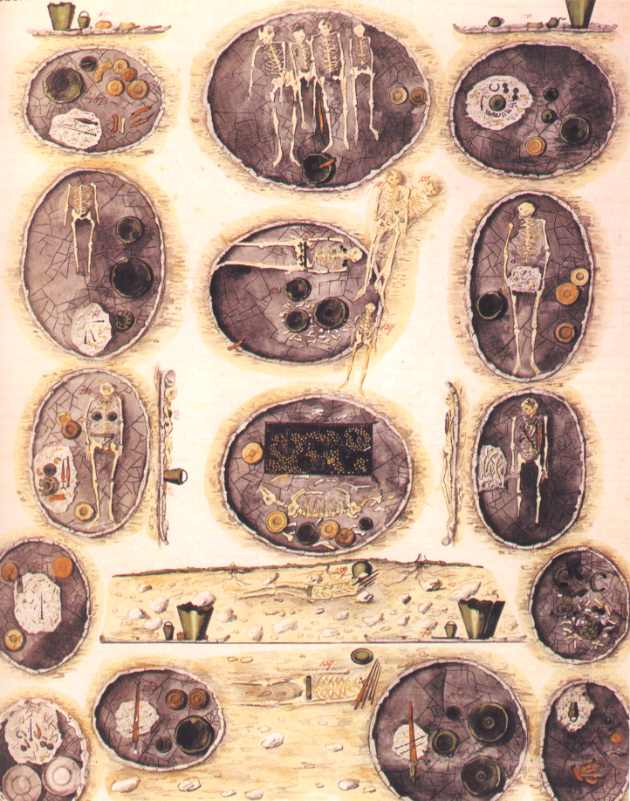
Dessin des tombes de la nécropole de Hallstatt par Johann Georg Ramsauer.

Cette seconde phase s'étend de -1000 à environ -800, période de l'âge du bronze final,.
En 1954, Jean-Jacques Hatt désigne cette phase comme étant du « Protohallstattien ». L'archéologue la subdivise en deux séquences : le Protohallstattien I, qui s'étend entre 1 000 et environ 900 av. J.-C., et le Protohallstattien II, qui se développe entre 900 et 750 av. J.-C..
Cette phase est caractérisée par des épées de bronze et de grandes épées de fer. Les cavaliers à longue épée apparaissent sporadiquement dans les tombes, accompagnés de mobilier funéraire se composant notamment d'un service à boisson, de produits exotiques importés voire d'un char d'apparat dans les tombes à char, symboles de la nouvelle classe dirigeante. L'utilisation du cheval est l’un des attributs qui distinguent les détenteurs du pouvoir.[réf. nécessaire]

### Hallstatt C

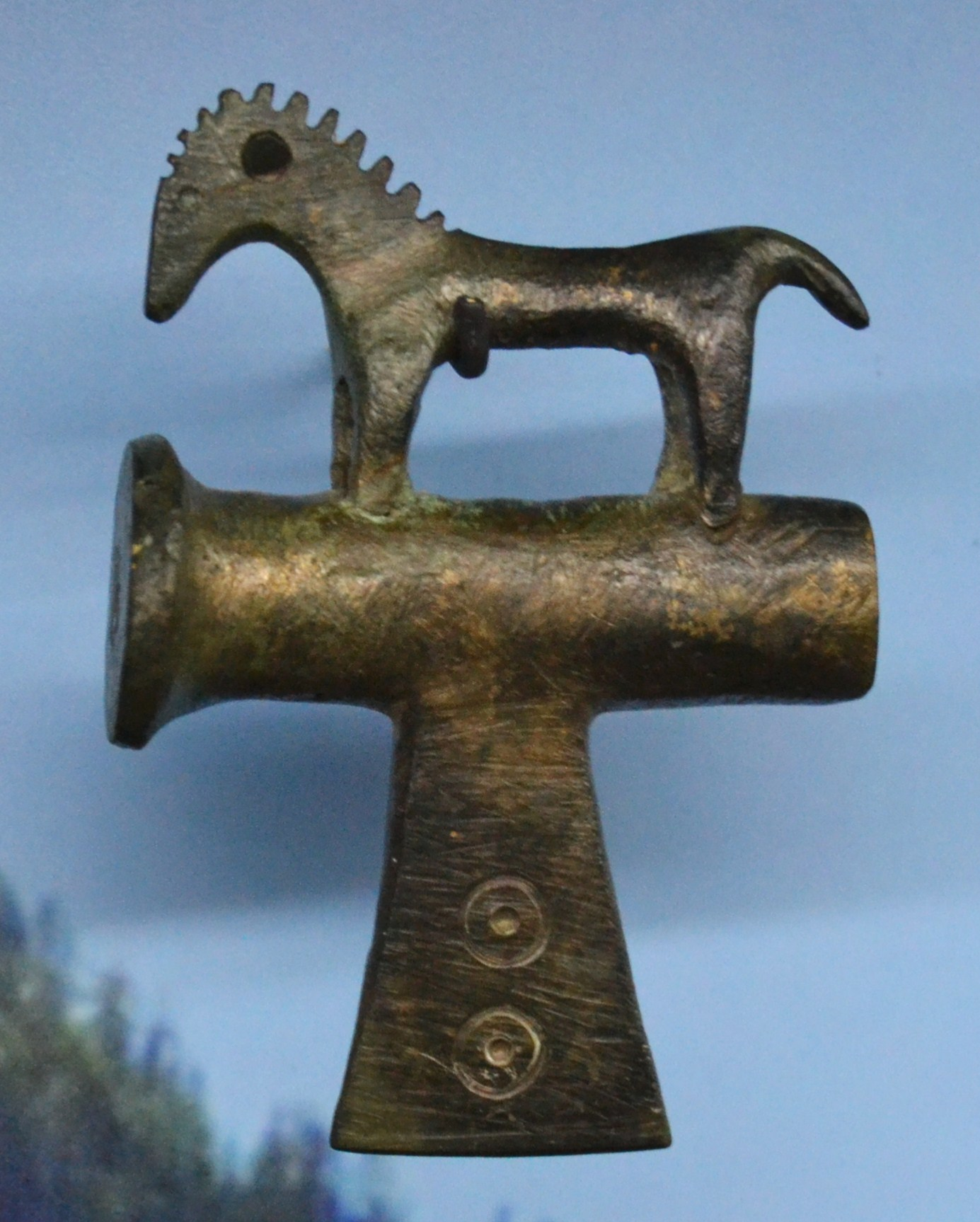
Hache, bronze, datée du Pièce exhumée de la sépulture 504 de la nécropole de Hallstatt.

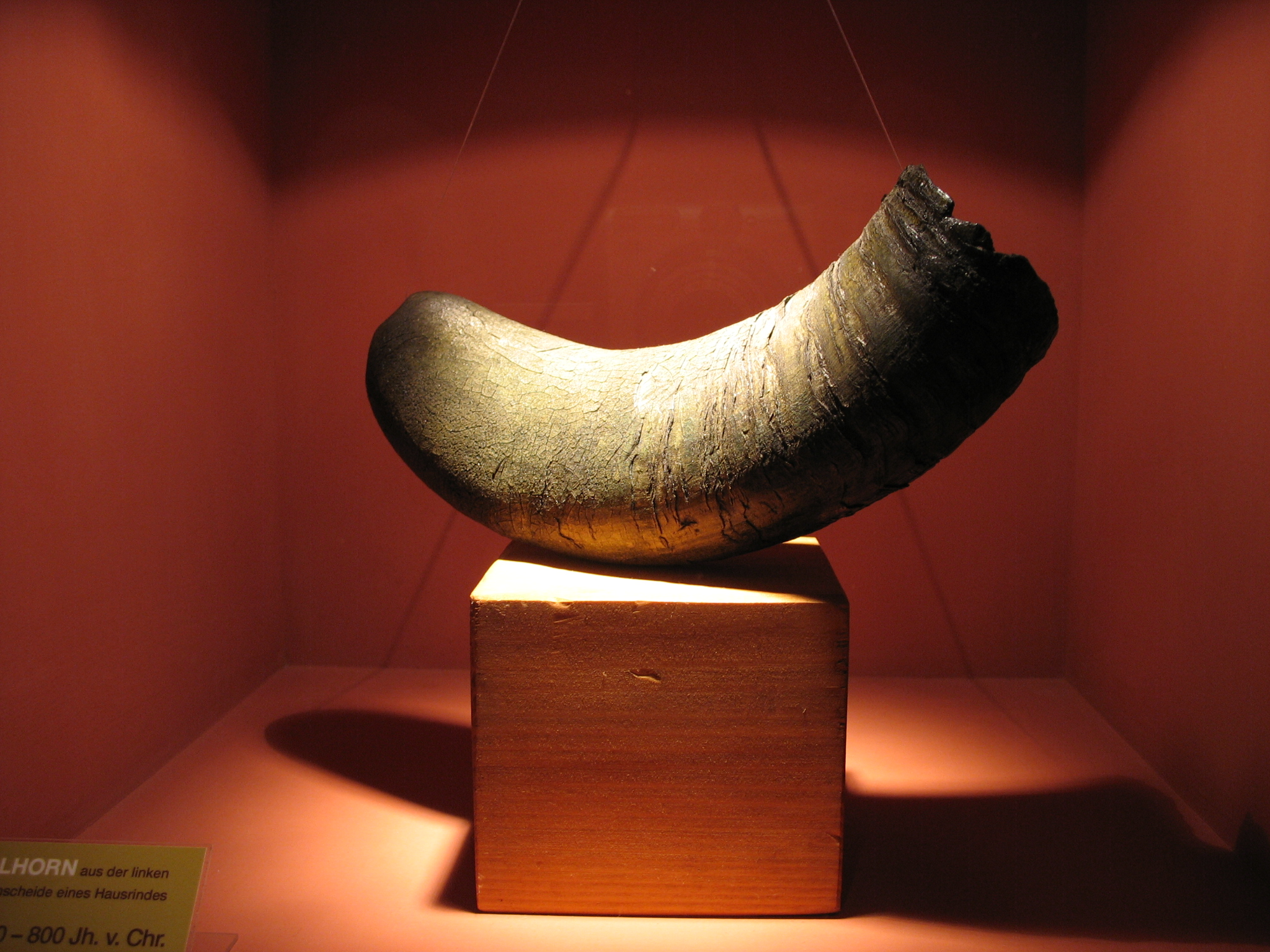
Corne à boire de la Culture de Hallstatt.

Cette phase comprend les VIIIe et VIIe siècles av. J.-C., correspondant à la première période de l'âge du fer. La période du Hallsatt C s'étend entre 800 et 600 av. J.-C., La transition entre le Hallstatt B3 (dernière subdivision du Hallstatt B) et le Hallstatt C n'est pas clairement délimitée. Le début de la phase C peut être daté, selon les régions, en 750 av. J.-C., en 850 av. J.-C. (autour du lac de Neuchâtel, aux environs des années 810 av. J.-C. autour du lac du Bourget.
Glaives courts, objets de parure, chars, poterie faite au tour et ornée de motifs géométriques ou très stylisés avec des contrastes de couleurs. Pratique de l’incinération mais également inhumation des morts.
Succédant aux modèles en bronze, les épées de fer sont l’apanage des guerriers du VIIe siècle av. J.-C. Plusieurs d’entre elles, retrouvées dans le cimetière de Hallstatt, confirment leur caractère de privilège, avec des pommeaux revêtus de feuilles d’or, ou sculptés dans de l’ivoire et incrustés d’ambre, ornement que l’on retrouve dans les épées de Chaffois (Doubs) et de Marainville-sur-Madon (Vosges).
Vers la fin du VIIIe siècle et au début du VIIe siècle, des vaisselles en bronze accompagnent fréquemment les épées (sépultures de Magny-Lambert et de Poiseul). À la fin du VIIe siècle, c’est plutôt le char que l’on trouve associé à la vaisselle de bronze (La Côte-Saint-André, Isère). À Hallstatt, les tombes de guerriers représentent le quart du cimetière, et dix-neuf d’entre elles, des VIIIe et VIIe siècles, livrent de grandes épées et des haches de parade. Plus nombreuses, les tombes du VIe siècle contenaient des poignards à antennes. Les tombes féminines offrent de nombreuses parures, des fibules volumineuses, typiques du goût exubérant de l’époque. Les sépultures riches possèdent très souvent d’impressionnants services en bronze constitués de seaux, situles (seaux aux bords refermés), bassins et tasses.
Le sel, lié au mode de vie sédentaire et au commerce sur de grandes distances, est une richesse nouvelle. Il permet la conservation des aliments et sa consommation fortifie les animaux. La crête nord des Alpes en est riche. Le préfixe Hall-, d’origine celtique, désigne dans la région les sites d’exploitation très ancienne du sel (Hallstatt, Hall, Reichenhall, Schwäbisch Hall, etc.). Après avoir traité par dessiccation les eaux salées, les Hallstattiens ont développé, entre le VIIIe siècle et le VIe siècle, le premier et le plus grand centre d’extraction minière du sel gemme. Les mineurs et leurs chefs ont pu venir de différentes régions voisines. Des bûcherons et des charpentiers collaboraient à l’édification de la mine. De riches familles de négociants, des colporteurs et des groupes chargés de la défense de la communauté complétaient ce nouveau modèle de société tourné vers l’extérieur.[réf. nécessaire] Le sel a permis la conservation de vestiges organiques tels que des éléments de vêtements et des sacs à dos en cuir utilisés pour remonter les blocs de sel.

### Hallstatt D

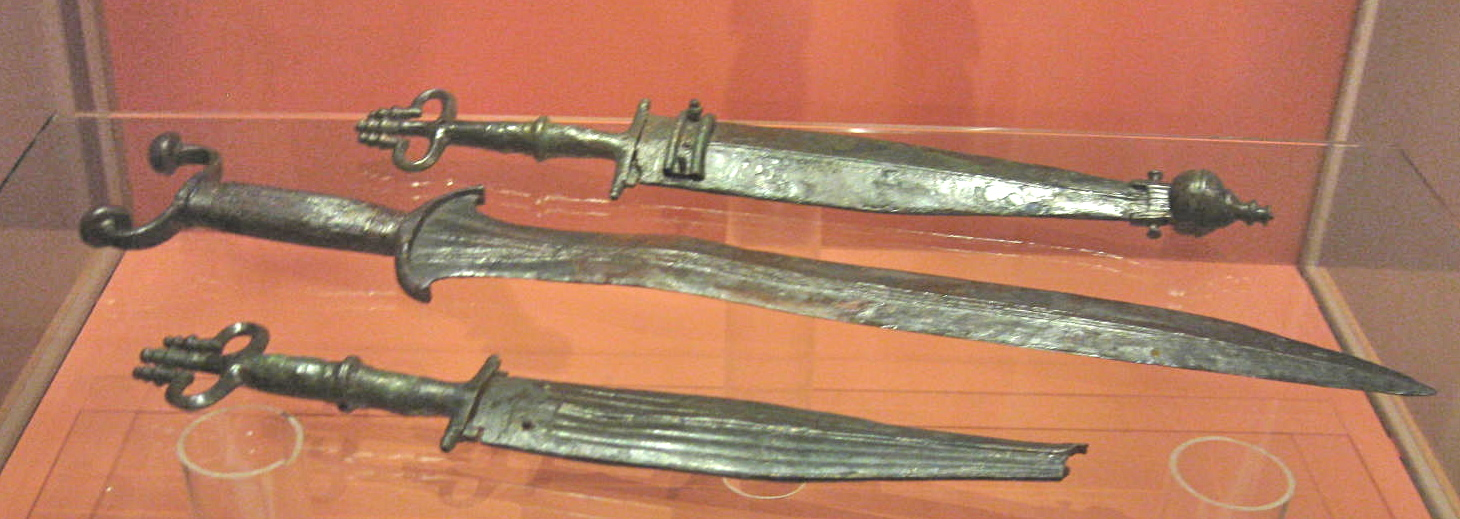
Poignards à antennes datés du Hallstatt D au Musée archéologique de Hallstatt.

Cette phase s'étend sur les VIe, Ve et IVe siècles av. J.-C. Elle est comprise entre environ 600 et 450 av. J.-C.,,.
Vers -600, une grande mine de sel s’ouvre à Hallein, non loin de Hallstatt, sur la rive ouest de la Salzach, qui offre des débouchés plus faciles. Le site de Hallstatt décline, les tombes s’y font moins nombreuses et moins riches à partir du Ve siècle.
Les sociétés du Hallstatt-D se distinguent par leur opulence, un pouvoir princier reposant sur le clan et le dynamisme de leur culture. Les personnages les plus importants sont les princes, qui se font enterrer, parés de colliers d’or, dans des tombes à char enfouies sous un volumineux tertre funéraire ou tumulus.

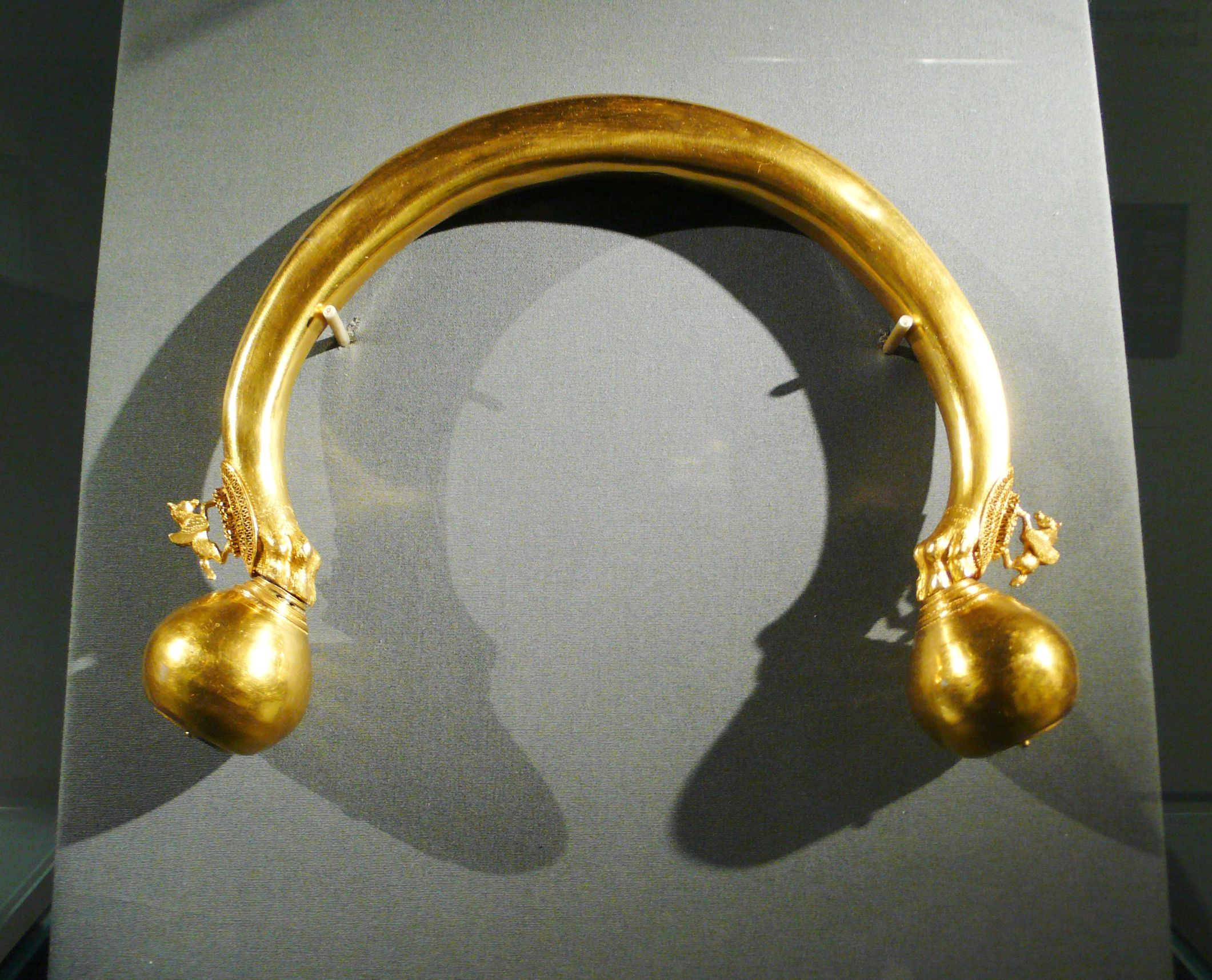
Torque retrouvé dans la tombe de Vix. Pièce datée de 480 av. J.-C.

Des citadelles sont établies sur des hauteurs dominant de vastes étendues. Parmi les plus importantes, une douzaine sont vraisemblablement les résidences de princes ou de chefs territoriaux, qui jouent un rôle économique et politique, et constituent une puissante fédération de communautés organisées sur le même modèle, en Allemagne du Sud, en Suisse et dans l’Est de la France : Hohenasperg au nord de Stuttgart, la Heuneburg près de Sigmaringen, Uetliberg près de Zurich, Châtillon-sur-Glâne près de Fribourg, Britzgyberg près de Illfurth dans le Haut-Rhin, Saxon-Sion en Meurthe-et-Moselle, le mont Lassois à Vix en Côte-d'Or, Gray dans la Haute-Saône, le camp du Château à Salins-les-Bains dans le Jura, etc.
La citadelle de la Heuneburg a été la plus largement fouillée : son rempart, long de 600 m et reconstruit plusieurs fois au VIe siècle, était édifié sur quatre mètres de haut (en briques crues sur une base de pierre) et muni de tours en saillies, technique inhabituelle au nord des Alpes, mais connue dans le monde méditerranéen (Gela, en Sicile). À l’intérieur, des maisons se répartissent le long de ruelles ; à l’extérieur, une agglomération entoure cette sorte d’acropole. De nombreux tessons de céramique à figures noires et rouges voisinent avec des amphores grecques ou des productions étrusques. L’artisanat local paraît brillant : tour à rotation rapide, réparation et reproduction de produits d’exportation, comme en témoigne le moule en argile d’une attache d’œnochoé (cruche à vin) de style étrusque mais de fabrication locale, ornée d’une tête de silène.
En plaine, d’autres sites ont livré des vestiges identiques à ceux fournis par les citadelles. Il s’agit vraisemblablement d’entrepôts (Bragny-sur-Saône en Saône-et-Loire) ou d’autres formes d’habitat princier, comme à Bourges et à Lavau, où des tombes renfermant de la vaisselle importée ont été découvertes.
La civilisation du premier âge du fer se caractérise par l’importance des importations de produits du bassin méditerranéen, un rituel complexe et solennel dans la pompe des funérailles et une forte personnalisation du pouvoir dynastique. Les palais des princes nous restent mal connus, car les citadelles fouillées n’en ont pas livré. Quelques indices attendent confirmation : au Wittnauerhorn, en Suisse, deux maisons centrales plus grandes que les autres pourraient être la résidence des maîtres ; à la base du tumulus de Giessübel-Talhau, près de la citadelle de la Heuneburg, le plan d’une vaste demeure aurait été reconnu.

## Chronologie de l'Europe durant le Hallstattien

### Vers -1300
- début de l'exploitation des mines de sel de Hallstatt.

### Vers -1000
- crise démographique et économique des communautés villageoises européennes héritées de l'âge du bronze : famines, surpopulation.
- domination de l'incinération dans les rites funéraires (champs d'urnes).
- essor de la production de parures en verre bleu.

### De -900 à -800
- multiplication du nombre de fortifications en Europe continentale.

### De -800 à -700
- introduction du fer en Europe centrale[32]
- apparition des stèles ibériques (statuaire anthropomorphe représentant des chefs armés) dans le sud-ouest de l'Espagne.
- en Andalousie, royaume de Tartessos : influences étrusque, phénicienne et grecque.
- quelques tombes à incinérations sur le site du Terrage à Acy-Romance (Ardennes).

### Vers -700
- essor de la production de harnachements en bronze pour les chevaux, typique des quelques peuples cavaliers ayant parcouru les steppes tels les Cimmériens, les Thraces et les Scythes.[réf. nécessaire]

### De -700 à -600
- tombes à char d'Atenica (nécropole située à 120 km au sud de Belgrade).
- les Grecs utilisent la lance trilobée[Quoi ?] des Scythes (pointes de lance gréco-eurasiatiques).

### Vers -600
- début de la diffusion des tribus gauloises dans la plus grande partie de ce qui deviendra la Gaule
- structuration quasi-étatique des cités de Méditerranée centrale : confédération des Étrusques, des peuples gaulois du Midi de la France.
- la Gaule affirme son rôle de plaque tournante des échanges entre le monde méditerranéen et le reste de l'Europe ; début de l'époque des principautés.
- fondation de Massalia par les colons grecs de Phocée.
- tombes à char dans le sud de l'Espagne.

### De -600 à -500
- glissement vers l'ouest (Alpes, Jura, couloir rhodanien) de l'axe des échanges nord-sud.
- une dizaine de résidences princières constituent des centres économiques et politiques importants ou principautés, répartis de la Bourgogne au Wurtemberg.
- en -575, fondation d'Empúries en Catalogne par les Phocéens.
- vers -523, fondation de Lattara en Languedoc vraisemblablement par les Étrusques.

### Vers -500
- fin du grand commerce phocéen.

### De -500 à -400
- déclin des résidences princières.
- essor d'une métallurgie locale du fer en Europe nordique.
- imitations de céramique ionique à Empúries ; production de céramique attique à figures rouges dans l'arrière-pays ibérique.
- commencement de La Tène (ou Second âge du fer) en Europe continentale tempérée.

### Vers -400
- disparition des fortifications caractéristiques du Premier âge du fer lusacien du type de Biskupin (du nom d'un site de Pologne : villages fortifiés ovoïdes d'une centaine d'habitations dominant un territoire de 300 à 400 km de diamètre).

### Tableau récapitulatif du Hallstattien et des autres cultures de l'âge du fer en Europe
| Système de datation archéologique de l'Europe | Chronologie                                   | Méditerranée occidentale | Monde helladique                                      | Monde italico - étrusque | Monde celtique            | Monde celtique                           | Monde celtique           | Monde celtique                             |
| --------------------------------------------- | --------------------------------------------- | --- | ----------------------------------------------------- | ------------------------ | ------------------------- | ---------------------------------------- | ------------------------ | ------------------------------------------ |
| Système de datation archéologique de l'Europe | Chronologie                                   | Méditerranée occidentale | Monde helladique                                      | Monde italico - étrusque | Celtes d'Allemagne du Sud | Celtes de la Gallia comata/Gaulois       | Celtes d'Europe de l'Est | Celtes de Golasecca / Italie du Nord-Ouest |
| Âge du bronze récent ou final                 | -1200 - 1100 av. J.C. / XIIe siècle av. J.-C. | Déclin de la civilisation mycénienne / Linéaire C                                                                                            | Helladique récent IIIC1                               | Culture de Terramare     | Hallstatt A1              | Bronze final IIA                         | Hallstatt A1             | Culture de Canegrate                       |
| Âge du bronze récent ou final                 | -1100 - -1000 av. J.C / XIe siècle av. J.-C.  | Fin de la civilisation mycénienne / Linéaire C                                                                                               | Helladique récent IIIC2/IIIC3 / Culture submycénienne | Proto-villanovien        | Hallstatt A2              | Bronze final IIB                         | Hallstatt A2             | Culture de Canegrate                       |
| Âge du fer ancien                             | -1000 - -900 av. J.C.                         | Migration celtes | Période protogéométrique                              | Proto-villanovien        | Hallstatt B1              | Bronze final IIIA                        | Hallstatt B1             | Proto-golasseccien                         |
| Âge du fer ancien                             | -900 - -800 av. J.C. /                        | Fondation de Carthage -814 avant J.C. | Géométrique                                           | Villanovien I            | HallstattB2/B3            | Bronze final IIIB                        | Hallstatt B2/B3          | Proto-golasseccien                         |
| Âge du fer ancien                             | -800 - -700 av. J.C. /                        | Fondation de Rome -753 avant J.C. | Géométrique récent                                    | Villanovien II           | Hallstatt C               | Hallstatt ancien                         | Hallstatt C              | Golasecca IA                               |
| Âge du fer ancien                             | -700 - -600 av. J.C. / VIe siècle av. J.-C.   | Grands tumuli du Bade-Wurtemberg / Acquisition de l'écriture à Golasecca / premiers sites proto-urbains celtes / Fondation de Massillia -600 | Période orientalisante                                | Villanovien III          | Halstatt C/Ha C           | Hallstatt ancien                         | Halstatt C/Ha C          | Gollasecca 1B / 1C                         |
| Âge du fer ancien                             | -600 - -500 av. J.C. / VIe siècle av. J.-C.   | Monarchie romaine | Grèce archaïque                                       | Culture étrusque         | Hallstatt D               | Hallstatt moyen à final                  | Hallstatt D              | Golasecca 2A / 2B                          |
| Âge du fer ancien                             | -500 - -400 av. J.C. / Ve siècle av. J.-C.    | | Grèce archaïque                                       | Monarchies étrusques     | Hallstatt D/Ha D          | Hallstatt moyen - final/Ha moyen - final | Hallstatt D/Ha D         | Golasecca 2B / 2C                          |
| Âge du fer moyen                              | -400 - -300 av. J.C. / IVe siècle av. J.-C.   | Sac de Rome (-384) et extension de la koinè celtique                                                                                         | Période classique                                     | République romaine       | La Tène A                 | La Tène Ancienne                         | La Tène orientale        | Golasecca III                              |

## Aire de diffusion

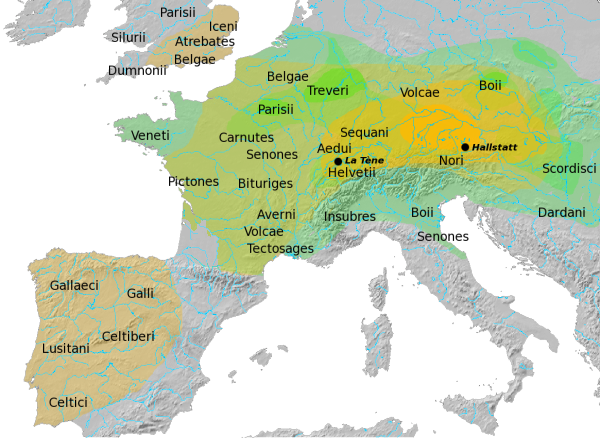
Vue générale des cultures de Hallstatt et La Tène. Le cœur du territoire de Hallstatt (800 AEC) est en jaune foncé, et sa zone d'influence jusqu'à 500 AEC (Ha D) en jaune clair. Les civitas celtes sont indiquées.

Aire de diffusion de la culture de Hallstatt incluant le Hallsattien de l'ouest et le Hallstattien de l'est.

La culture de Hallstatt s'est diffusée en Europe centrale et occidentale. Le territoire recouvert par la culture archéologique s'étend de la partie orientale de la France, à l'ouest, jusqu'à la Hongrie occidentale, à l'est, et de l'Allemagne méridionale jusqu'à la Slovénie sur un axe nord/sud.
Deux « entités culturelles » se distinguent au sein de l'aire de diffusion du Hallstattien : d'une part le Hallstatt occidental, qui recouvre un territoire correspondant à l'ensemble de la région nord-alpine, incluant l'est de la France, la Bohême, l'ouest de la Suisse et l'Allemagne méridionale ; d'autre part le Hallstatt oriental, dont la zone géographique s'étend entre la partie est des Alpes et les marges nord-ouest des Balkans et comportant le bassin des Carpates, la Pannonie, la Slovaquie, le sud de la Pologne, ainsi qu'une partie de l'Autriche,. La limite septentrionale du Hallstattien de l'est traverse la République tchèque. Cependant cette limite est parfois établie autour des vallées du Danube — jusqu'au niveau de Budapest — de la Kupa et de la Save. Pour Stéphane Verger, le Hallstatt oriental constitue « une culture intermédiaire entre les zones « celtique » d'Europe centre-occidentale, vénète du nord-est de la péninsule italique et illyrienne de l'Ouest des Balkans ». Le site de Hallstatt est établi sur la ligne de partage entre le Hallstattien occidental et le Hallstattien oriental. La limite entre les deux groupes géoculturels est imprécise. Toutefois, les rivières Enns, Inn et Moldau peuvent faire office de délimitations géographiques de ces deux zones.
Le territoire d'expansion recouvert par le Hallstattien évolue dans le temps. En direction du sud-ouest, jusqu'au cours du VIIe siècle av. J.-C., la zone de diffusion de la culture de Hallstatt n'est, en termes archéologiques, pas attestée au-delà du Massif central et de la moyenne vallée du Rhône, cet élément venant infirmer les informations données par Hécatée de Milet.

## Culture et société

### Vêtement et parure
Le tissage se développe considérablement à l’époque de Halstatt, avec pour conséquence la généralisation du vêtement tissé. Les textiles se caractérisent par leur décor à base de figures géométriques et de motifs abstraits de couleurs diverses obtenues à partir de plantes tinctoriales. Le costume masculin est souvent composé d’une tunique, d’un manteau court et d’un bonnet rond, tandis que le costume féminin comporte un corsage à manches mi-longues et larges, ainsi qu’une jupe longue et ample, plissée à la taille.
La parure est majoritairement réalisée en bronze, soit par martelage d’une tôle de bronze, soit en utilisant différentes techniques de coulage sélectionnées en fonction de l’objectif du producteur : les objets très détaillés sont par exemple produits selon la technique de la cire perdue, tandis que la production de série, mais moins fine, privilégie l’usage de moules. Les pièces ainsi produites peuvent être complétées par l’incrustation d’ambre ou de corail, la réalisation d’un décor au repoussé ou incisé. Là encore les motifs géométriques dominent largement le répertoire ornemental ; les motifs figurés d’animaux ou d’humains existent, mais restent comparativement rares.
L’élément de parure le plus répandu est le bracelet, qui se porte généralement par paires aux bras comme aux jambes. Il existe une grande variété de formes : bracelets à boules, armilles, brassards tonneaux, etc. L’usage du torque ne se répand vraiment qu’à la toute fin de la période. Le modèle le plus courant prend la forme d’un anneau creux fermé par emboîtement. Des boucles d’oreilles ont également été retrouvées dans les sépultures. Elles sont composées soit d’un fil de bronze enroulé, soit d’un ruban de bronze décoré.
En ce qui concerne les parures de vêtement, ce sont les boucles de ceinture qui tiennent le rôle central de par leurs grandes dimensions et leur décoration abondante. Elles sont portées par les femmes et par les hommes, bien que l’occurrence semble plus fréquente dans les sépultures féminines. Souvent moins impressionnantes, les épingles et les fibules sont toutefois bien plus nombreuses. Les fibules existent déjà au début de la période, mais ne se répandent vraiment qu’à partir du milieu de celle-ci. Elles se portent le plus souvent par paires au niveau de l’épaule afin de tenir le vêtement ou d’accrocher le manteau. Les formes sont là aussi très variées et dérivent de modèles italiens du VIIIe siècle av. J.-C. Les épingles prennent généralement la forme d’une tige en bronze surmontée d’une tête du même métal, mais il existe également, et plus rarement, des tiges en fer ainsi que des têtes en or, ambre ou corail. La fonction des épingles n’est plus la même qu’au bronze final : alors qu’elles servaient initialement à retenir les vêtements, elles semblent plutôt utilisées au Halstatt pour attacher les cheveux ou une coiffe.

### Berceau des langues celtiques?
Si les historiens ont longtemps identifié les cultures de Hallstatt et de La Tène du Ier millénaire av. J.-C. comme étant le berceau des langues celtiques, plusieurs études récentes mettent en doute cette hypothèse. Tant en Autriche qu’à l’est de la Hongrie (Pannonie), les toponymes celtiques semblent former un superstrat au-dessus d’une couche de toponymie plus ancienne que Peter Anreiter appelle Eastern Alpine Indo-European « indo-européen alpin de l'Est ». La densité de noms de lieux à l'allure celtique dans la région des Alpes orientales est plus faible qu'en Grande-Bretagne ou en France. La nature clairsemée mais souvent militariste de ces noms de lieux orientaux suggère, selon Patrick Sims-Williams, une colonisation relativement tardive par une élite de langue celtique.
L'hydronymie celtique est répartie dans un espace situé sur la frange alpine septentrionale le long du Danube, et s'étend jusqu'au cours supérieur et moyen du Rhin et du Rhône, y compris les affluents. La zone de départ de la culture de Hallstatt ne s'accorde pas à cette zone, même si les plus importantes trouvailles de l'Ouest Hallstatt et de La Tène précoce se trouvent dans cette zone,.

### Hallstatt plateau
Qualifie la pèriode datée par la methode du radiocarbone presentant un plateau dans la réponse aux alentours de -700 à -400 avJC soit autour de 2500 avant le present.